# Gaius Navius Quadratus
Gaius Navius Quadratus war ein im 2. Jahrhundert n. Chr. lebender Angehöriger des römischen Ritterstandes (Eques).
Durch eine Inschrift, die in Transmarisca gefunden wurde und die auf 107/200 datiert wird, ist belegt, dass Quadratus Kommandeur (Präfekt) der Cohors I Thracum Syriaca war, die zu diesem Zeitpunkt in der Provinz Moesia inferior stationiert war.